# Google TV (智能电视平台)
Google TV是由Google為首所開發，以Android作為軟體平台，並結合機上盒及高解析度電視平台而成。除了Google參與開發外，尚有索尼、英特爾、羅技共同合作。2010年5月20日在Google I/O發佈會正式公佈此計畫。2014年6月，Google公司宣佈由Android TV取代Google TV。

## 技術
Google TV是基於Android軟件平台，包括2.2版本新增的Google Chrome網頁瀏覽器，還有Adobe Flash的支援。Google TV是支援自選影像、寬頻網絡、傳統電視訊號的綜合平台，更附帶電視節目搜尋功能，以使用戶能更容易觀看所想的節目。

## 運用範圍
Google TV用戶能從電視機瀏覽一般網站外，還支援YouTube、Twitter和Hulu等網站，並且加上畫中畫等功能，可以同一時間一邊瀏覽網站、一邊觀看電視節目。

## 其他廠商
支持Google TV的廠商包括英特爾、索尼、羅技。
2010年9月28日，技嘉科技資深副總裁馬孟明首度證實，技嘉確有代工Google TV機上盒，不過技嘉主要是ODM廠，主要接單者為羅技，由羅技統籌Google TV的北美市場；此機上盒是「Logitech Revue」，從主機板到整機組裝都由技嘉操刀。
另外，Sony已於2010年5月公佈「Sony Internet TV」，相信是世界第一部支援Google TV的電視機。

## 外部連結
- Google TV （页面存档备份，存于）